# ユーロコプター EC 175
ユーロコプター EC 175
CHCヘリコプターのH175
- 分類：汎用ヘリコプター
- 製造者：ユーロコプター、ハルビン飛機工業集団
- 初飛行：2009年12月4日
- 生産開始：2014年12月
- 運用状況：販売開始

ユーロコプター EC 175（英語: Eurocopter EC175）は、ユーロコプター（現エアバス・ヘリコプターズ）社が中国航空工業集団と共同開発した汎用ヘリコプター。ユーロコプター社がエアバス・ヘリコプターズ社に改編されたのに伴い、H 175に改称された。また中国航空工業集団公司の製造販売分はZ-15（英語: Avicopter Zhi-15）と称される。
中の7トン級の双発中型である。2008年2月24日にヒューストンで開催されたヘリエキスポ（Heli-Expo）で正式発表されたEC175は、2011年に型式認定を取得する予定で、ユーロコプター社は今後20年間に渡り800から1,000機を販売することを目指している。

## 開発
EC 175の開発契約は2005年12月5日に締結され、基本設計審査（Preliminary Design Review：PDR）は2006年12月5日に完了し、詳細設計審査（Critical Design Review：CDR）は2007年12月5日に完了した。開発費用は600万ユーロと予想されている。EC175はCAT（customer advisory team）手法を採用して既存の顧客との密接な協力の下で開発されている。
ローンチカスタマーのブリストウ・ヘリコプター社とVIH・アヴィエーション・グループを筆頭に正式発表の場である2008年ヘリエキスポにおいてユーロコプター社は13の企業から111機分の購入オプションを受注した。2008年11月の中国国際航空宇宙博覧会の期間中に哈爾浜飛機製造公司と中国国内のゼネラル・アビエーション会社である（Longken General Aviation Cooperation）との間で5機分のZ-15の仮発注契約が取り交わされた。2009年12月4日に初めて飛行したEC 175の試作初号機は12月17日にフランスのマリニャーヌで正式に初飛行を行った。欧州航空安全機関の型式認定を2011年中に取得し、2012年に初納入を行う予定であった。2014年12月11日に最初の2機が北海油田の沖合輸送を行っているNHV社へ納入された。
EC 175の組み立てラインは当初はユーロコプター社のマリニャーヌ工場の中に設置され、3-4年以内にユーロコプター社の第2の生産ラインが設けられる予定になっている。

## 設計

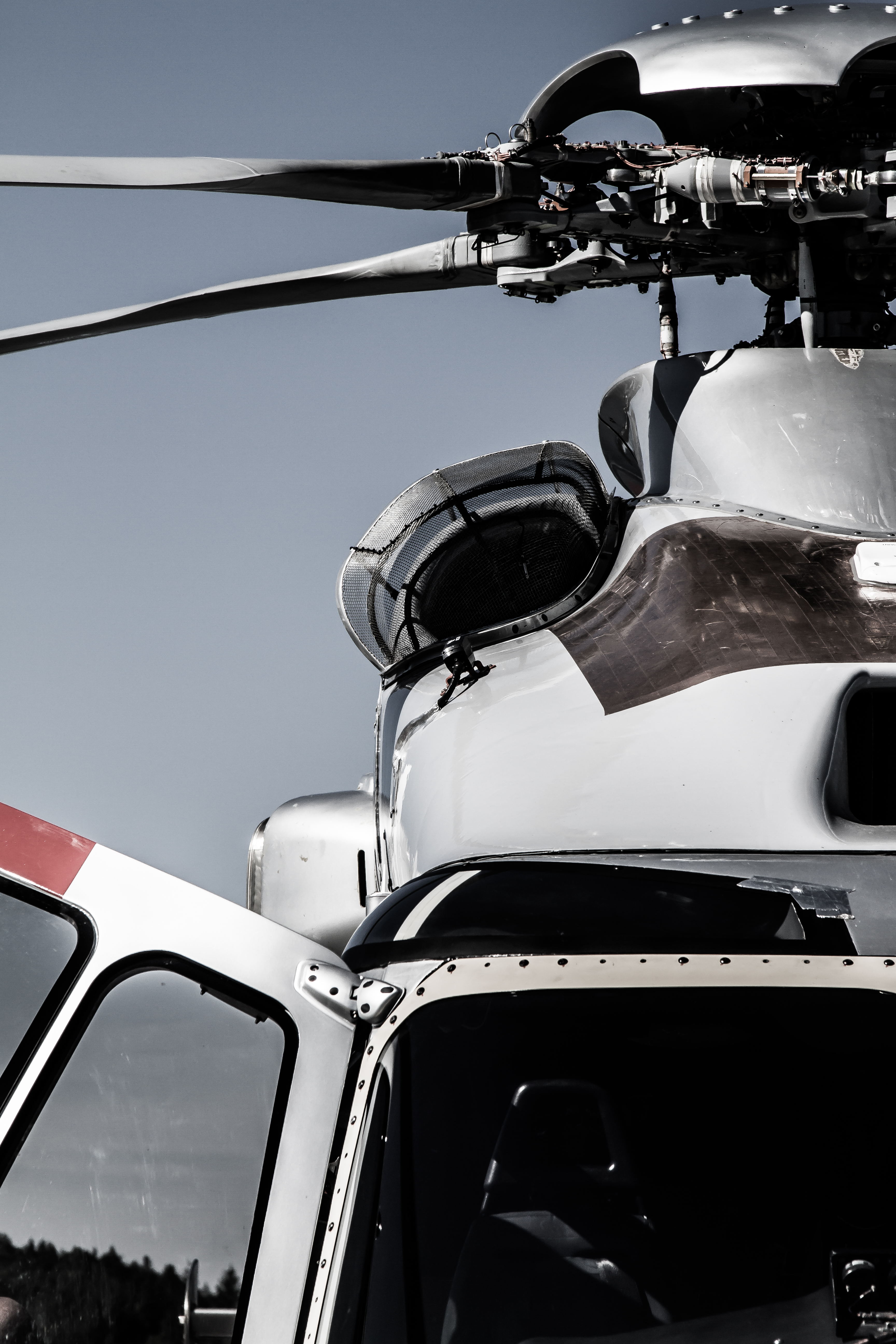
EC 175試作機の空気取り入れ口とローター（2013年6月）

EC 175は民間とパラパブリック用途向けに製造され、この主要な市場は石油/天然ガス事業と捜索救難任務によって成り立っている。その他に適用できる分野には官公庁事業、国境警備、航空救急、汎用事業、社有機などがある。
EC 175は広範囲にCAD/CAMを使用して設計/製作されている。例えばEC 175に使用されている主ギアボックスの歯車とケースは、ユーロコプター社で初めて最初からCATIA V5を使用して設計された。CADを使用することでユーロコプター社とHAIGは10,000 km離れた事業所間でも仮想モックアップを製作する共同作業が容易に行えた。EC175の最初のエアフレームは2008年11月にHAIGからユーロコプター社マリニャーヌ工場に納入された。
ユーロコプター社はEC 175の主ギアボックス、テールローター、アビオニクス、油圧系統、電気系統、ドアとtransparenciesを担当する。また、技術指導とシステム・インテグレーションの役割を担い、3機の試作機のうち2機（初号機と3号機）を製作することになっている。HAIGはエアフレーム、テールと中間ギアボックス、主ローター、燃料系統、操縦系統と降着装置を担当する。
EC 175は、5,000時間のオーバーホール間隔 (TBO)と搭載状態での整備が可能なFADECを装備した出力1,325 kW (1,775 shp)級のプラット・アンド・ホイットニー・カナダ PT6C-67E ターボシャフトエンジンを2基搭載している。5枚ブレードのスフェリフレックス（Spheriflex）主ローターと3枚ブレードのテールローターを持っている。EC 175の主ギアボックスは、コストと補助動力装置の重量の低減を図るために2基の分離可能な補機ギアボックスを内蔵する。
EC 175は、石油/天然ガス事業向け輸送用には16座席、乗降の容易な幅広のスライドドアに投棄可能な大面積の窓を備え、平坦な床にコックピット-キャビン間の仕切りは設けられていない。キャビンの床下にオプションで補助燃料タンクを設置することもできる。
EC 175のコックピットは、4面の6 X 8インチの多機能液晶ディスプレイにオプションの中央ミッション・ディスプレイを備える。装備するアビオニクスは、飛行管理装置とリンクする4軸2重オートパイロットを含むEC 225用に開発されたものから派生したものを搭載する。
EC 175は、EASA CS-29の耐衝撃性要求に合格すると予想され、完全にカテゴリーAの運航方式を満たすとされている。海況6の環境下でも運用が可能であり、12-18名乗りの大型救命ボートを2艇を備える。ユーロコプター社は、EC 175の発する騒音が国際民間航空機関(ICAO)の要求を「下回る」と述べている。

## 派生型
EC175ユーロコプター社がヨーロッパ、アメリカ大陸及び国際市場向けに生産する型
Z-15HAIBが中国市場向けに生産する型。中国人民解放軍も既存の配備機種（旧態化したミル Mi-8、シコルスキー S-70、Harbin Z-8、Harbin Z-9）の大部分を更新するために今後10年でZ-15を取得することを計画している。人民解放軍に就役した場合はZ-15の性能と堅牢性は改良されると考えられる。1999年3月にアグスタ社はAVIC IIとCATICとの間で軍用Z-15向けのギアボックスとトランスミッションの開発に関する3,000万US$の初期契約を締結した。

## 要目
出典: エアバスヘリコプターズ. “Civil helicopter, EC175 Brochure” (英語). 2015年9月5日閲覧。
諸元
- 乗員: 2名
- 定員: 乗客16～18名
- ペイロード: 3,150 kg （1,543 lbs）
- 全長: 18.06 m （59.25 ft）
- 全高: 5.34 m （17.52 ft）
- ローター直径: 14.80 m （48.56 ft）
- 空虚重量: 4,603 kg （10,148 lbs）
- 最大離陸重量: 7,500 kg （16,535 lbs）
- 動力: プラット・アンド・ホイットニー・カナダPT6C-67E ターボシャフトエンジン、1,227 kW （1,645 hp）   × 2基

性能
- 最大速度: 315 km/h=M0.26 （170 kts）
- 巡航速度: 278 km/h=M0.23 （150 kts）
- 航続距離: 1,260 km （680 nm）